# Azadirachta
Azadirachta es  un género de árboles con dos especies de árboles pertenecientes a la familia Meliaceae. 

## Descripción
Son árboles siempreverdes con tricomas simples, hasta 15 m de alto, tronco corto y robusto, corteza café, arrugada y fisurada; plantas polígamas. Hojas hasta 40 cm de largo, con 4–9 pares de folíolos opuestos; folíolos ovado-lanceolados a lanceolados, fuertemente falcados, hasta 9 cm de largo y 3 cm de ancho, ápice largamente acuminado, base muy asimétrica, margen gruesamente serrado, glabras.
Inflorescencia una panícula axilar, hasta 35 cm de largo; cáliz 5-lobado hasta por abajo de la mitad; pétalos 5, libres, imbricados, blancos; tubo estaminal cilíndrico, ligeramente expandido en el ápice, terminado por 10 apéndices, estos redondeados o truncados, emarginados o bilobados y a veces unidos y formando un vuelo; disco anular, fusionado a la base del ovario; ovario 3-locular, cada lóculo con 2 óvulos colaterales, estilo escasamente expandido, terminando en 3 lobos estigmáticos agudos y parcialmente fusionados, color crema. Drupa elipsoide, 1.5–1.8 cm de largo, amarilla; semillas 1–2 con endocarpo cartilaginoso.

## Taxonomía
El género fue descrito por Adrien-Henri de Jussieu y publicado en Mémoires du Muséum d'Histoire Naturelle 19: 220. 1830.

## Especies aceptadas
A continuación se brinda un listado de las especies del género Azadirachta aceptadas hasta enero de 2013, ordenadas alfabéticamente. Para cada una se indica el nombre binomial seguido del autor, abreviado según las convenciones y usos.
- Azadirachta excelsa
- Azadirachta indica